# Klavdija Majuča
Klavdija Jakovlevna Lapteva-Majuča (rusko Клавдия Яковлевна Лаптева-Маючая), ruska atletinja, * 15. maj 1918, Saransk, Ruski imperij, † 14. oktober 1989.
Ni nastopila na poletnih olimpijskih igrah. Na evropskih prvenstvih je osvojila naslov prvakinje v metu kopja leta 1946. Šestkrat je postala sovjetska prvakinje v tej disciplini, enkrat tudi v metu diska.